# Robin and the Backstabbers
Robin and the Backstabbers este o formație românească de pop melodramatic din București, fondată în 2010. Componența actuală îi cuprinde pe Andrei Robin Proca (voce, chitară), Florentin Vasile (chitară), Eugen Nuțescu (chitară bas), Vladimir Proca (baterie), Radu Moldovan (baterie) și Andrei Fântână (clape, saxofon, acordeon, chitară, muzicuță).
Formația s-a bucurat de o popularitate ridicată încă de la debut, câștigând Premiul Publicului la ediția din 2010 a competiției Stufstock Newcomers. A concertat în toate orașele semnificative din România (București, Timișoara, Cluj, Galați, Iași, Brașov, Constanța, Târgu Mureș etc.), bifând și o apariție în Republica Moldova, în cadrul festivalului Acoperire Culturală, și a cântat în deschiderea unor formații precum Whitest Boy Alive, Obits, British Sea Power și Reptile Youth.
Robin and the Backstabbers a lansat trei albume de studio, Bacovia Overdrive vol. 1: Stalingrad, Bacovia Overdrive vol. 2: Arhanghel'sk, respectiv Bacovia Overdrive vol. 3: Vladivostok. Albumele fac parte dintr-o trilogie. Stalingrad a fost bine primit de către critici, formația câștigând premiul la categoria „Cel mai bun rock alternativ” la On Air Music Awards în 2013, ocazie cu care a primit și premiul pentru artistul anului. Arhanghel'sk a fost primit cu critici mixte.

## Istorie

### Originile
Robin and the Backstabbers s-a înființat în anul 2010 la inițiativa lui Andrei Proca, poreclit Robin încă din liceu, după personajul cu același nume ce apare în videoclipul „Paranoid Android” al formației britanice Radiohead. Anterior înființării formației, Robin mai avusese două proiecte, Filament și DJ Robot, și făcuse parte pe perioada liceului dintr-o trupă numită nivelzero. În urma unei călătorii întreprinse în munții Călimani, Robin a decis să pună bazele unei formații care să cânte cover-uri după albumul Graceland al cântărețului american Paul Simon, dar acest plan nu s-a mai materializat.
Din componența originală a trupei mai făceau parte Vladimir Proca, fratele mai mic al lui Robin, care cânta pe vremea aceea și în formația Nebulosa, și doi prieteni ai lui Robin, Vlad Feneșan și Florentin Vasile (The Mono Jacks).

### Debutul
Prima repetiție a formației s-a produs la aproximativ cinci luni după convocarea inițială a lui Robin, iar primul concert a avut loc pe 28 aprilie 2010, în clubul Mojo, cu Nebulosa în deschidere. Ulterior a urmat un concert la Galați, la sfârșitul căruia formația a reinterpretat câteva dintre piesele deja cântate, pe post de bis.
În luna iunie a aceluiași an, formația a apărut pe scena de la Arenele Romane, în cadrul Liveland Festival, alături de Decomposer, The Amsterdams, și The Whitest Boy Alive.
În scurt timp, Robin and the Backstabbers a atras atenția postului Radio Guerrilla, producătorii solicitându-le o piesă înregistrată. Prima melodie difuzată a fost „Vânătoarea regală” (titlu preluat de la romanul cu același nume de D. R. Popescu), care a ajuns pe primul loc în TopShow la Radio Guerrilla.
În august 2010, trupa s-a înscris la competiția Stufstock Newcomers, unde a câștigat Premiul Publicului, ce consta într-un turneu în cinci orașe din țară, organizat de producătorii Stufstock 2010, Capricorn & Capricorn Productions.
În septembrie, membrii Robin and the Backstabbers au fost invitați la emisiunea Guerrilive, unde Mihai Dobrovolschi a interpretat alături de ei melodia „Vânătoarea regală”, iar în octombrie au participat la festivalul Acoperire Culturală de la Chișinău.
În octombrie 2010, Robin a început colaborarea ca basist cu formația Partizan, colaborare ce avea să dureze până la sfârșitul anului 2011. În aceeași lună, Robin and the Backstabbers a cântat în clubul Control din București, în deschiderea americanilor de la Obits.
Tot în toamnă, Vladimir Proca a plecat în Danemarca la studii, continuând însă să revină ocazional în țară pentru concerte. Pe perioada absenței lui Vladimir, formația a colaborat întâi cu Tudor Popescu (The Pixels) la baterie, apoi l-a cooptat pe Radu Moldovan, colegul de formație al lui Robin din Partizan.
Următoarea melodie Robin and the Backstabbers intrată în playlistul Radio Guerrilla, „Iguana făcătoare de minuni”, a ajuns pe primul loc în TopShow. Al treilea extras pe single a fost „Soare cu dinți”, care a intrat direct pe primul loc în TopShow, beneficiind și de un videoclip postat pe canalul oficial de YouTube al formației.
Pe data de 28 aprilie 2011, formația a aniversat un an de existență, prilej cu care a organizat un concert acasă la solistul Robin Proca; câteva dintre înregistrările de atunci sunt disponibile pe canalul lor oficial de YouTube.
Vara lui 2011 a fost marcată de o serie de concerte în țară, formația cântând, printre altele, în deschiderea concertului susținut de formația British Sea Power în clubul Silver Church pe 8 iunie, în cadrul festivalului alternaTIFF din Cluj-Napoca pe 11 iunie, la B'ESTFEST Summer Camp pe 2 iulie și la Padina Fest pe 4 august.
În octombrie 2011, Radio Guerrilla a început difuzarea piesei „Când te-am cunoscut, Cristina”, un cover al unei melodii lăutărești, care fusese interpretată anterior de Azur și mai apoi de Maria Răducanu. „Când te-am cunoscut, Cristina” s-a bucurat de același succes ca melodiile lansate anterior, ajungând pe podiumul TopShow.

### Bacovia Overdrive vol. 1: Stalingrad
Aveam multe versuri scrise și mă uitam peste ele și am dat peste „privește savant cu inima beată de iubire”. Și atunci am zis „ce bun e ăsta!”. Și l-am luat și stăteam și mi-l cântam, dar eram foarte mahmur, abia mă trezisem. Eram foarte confuz, știi cum e. Mi-am zis totuși că ceva nu-i în regulă, nu-i în regulă, nu-i în regulă. Repetam „privește savant, privește savant...” și atunci mi-am dat seama. Nu, stai puțin, ăsta e un vers din Bacovia. Mi-am adus aminte că hotărâsem între timp că piesa o să se numească „Bacovia Overdrive”. 
Pe 29 noiembrie 2011, membrii Robin and the Backstabbers au fost invitați să cânte în cadrul evenimentului 7 concerte pentru 7 ani, organizat de Radio Guerrilla cu prilejul împlinirii a șapte ani de activitate. Formația a interpretat în premieră piesa „Bacovia Overdrive”, al cărei titlu făcea referință atât la George Bacovia, cât și la romanul „Mona Lisa Overdrive” de William Gibson. Cu acest prilej, Robin a declarat că albumul lor de debut încă nelansat avea să poarte același nume.
În ianuarie 2012, Radio Guerrilla a realizat un top care cuprindea cele mai votate melodii din 2011 din clasamentul TopShow; Robin and the Backstabbers au fost prezenți cu trei piese: „Soare cu dinți”, „Iguana făcătoare de minuni” și „Când te-am cunoscut, Cristina”.
Pe 14 februarie, Robin and the Backstabbers a lansat cântecul „În 3 minute mașina 682”, care a beneficiat și de un videoclip realizat de Vlad Feneșan. În februarie și martie, formația a avut o serie de concerte la care a participat și Vladimir Proca; cam în aceeași perioadă li s-a alăturat și Andrei Fântână, inițial fotograful formației.
În aprilie, Robin and the Backstabbers a organizat un concert aniversar în clubul bucureștean Fabrica cu o săptămână înainte de împlinirea a doi ani de activitate. Sfârșitul lunii mai a adus lansarea cântecului „Sat după sat”, care a ajuns pe primul loc în clasamentul TopShow al Radio Guerrilla.
Pe 16 iunie, formația a cântat în cadrul Ursus Evolution, în Piața Constituției din București, iar o zi mai târziu a apărut și la Street Delivery, tot în capitală.
Vara anului 2012 a însemnat și revenirea lui Vladimir Proca ca membru permanent Robin and the Backstabbers, formația continuându-și astfel activitatea în formulă de șase.
În august, Robin and the Backstabbers a făcut parte dintre formațiile care au cântat în cadrul seriei de evenimente organizate în București sub titulatura Poiana Urbană, concert urmat de o apariție în cadrul FânFest.
Formația a petrecut toamna lui 2012 pregătindu-se pentru lansarea albumului lor de debut. Intitulat Bacovia Overdrive vol. 1: Stalingrad, albumul a fost înregistrat la Fonogram Studios și la The Great Below (studioul personal al lui Robin) și a beneficiat de o campanie de promovare semnată de Griffon&Swans, în colaborare cu casa de producție a trupei, Elegant Music Club/Fonogram Studios.
În luna octombrie, membrii Robin and the Backstabbers au fost invitați să cânte în cadrul unei acțiuni de împădurire realizate de voluntarii asociației Tășuleasa Social.
Pe 13 noiembrie 2012, Robin and the Backstabbers a lansat piesa „SPNZRTR” în cadrul emisiunii „Îmi place să Logout cu Bogdan Șerban” de la Radio Guerrilla. Concomitent, a fost lansat și videoclipul piesei, regizat de Barna Nemethi (Griffon&Swans) și produs de Fonogram Studios. Videoclipul, care îi prezenta pe componenții formației vânând o driadă (interpretată de Ana-Maria Laura) într-o pădure în munți, a fost inclus ulterior într-un top al celor mai bune videoclipuri românești din 2012, realizat de site-ul urban.ro. Melodia a ajuns pe primul loc în topul singleurilor de pe iTunes în doar 24 de ore de la lansare.
Pe data de 26 noiembrie, trupa a fost invitată la Radio Guerrilla, în cadrul emisiunii „Guerrilive Radio Session” realizată de Bogdan Șerban, unde a vorbit despre lansarea albumului și a interpretat câteva piese în variantă acustică.

Pe 28 noiembrie 2012, Robin and the Backstabbers a lansat albumul de debut, Bacovia Overdrive vol. 1: Stalingrad, primul dintr-o trilogie ce urmează să mai cuprindă Arhanghel'sk și Vladivostok. Lansarea albumului a avut loc în cadrul unui concert în clubul bucureștean Silver Church, în deschiderea căruia a cântat muzicianul Bry Webb de la formația canadiană Constantines. Concertul, ale cărui bilete s-au vândut în întregime, a fost lăudat de site-urile de specialitate. Albumul a avut de asemenea parte de recenzii favorabile.
După lansarea din Silver Church, membrii Robin and the Backstabbers au pornit într-un turneu prin țară, care s-a desfășurat în lunile ianuarie, februarie și martie. Concertele din a doua jumătate a lunii ianuarie au fost precedate de o sesiune „meet and greet” ce a avut loc la Cărturești Verona, în București.
Pe 26 martie, a fost anunțată o parte din nominalizările On Air Music Awards, eveniment organizat de Star Management. Robin and the Backstabbers a primit o nominalizare la categoria „Cel mai bun rock alternativ” pentru piesa „SPNZRTR”; ulterior, formația a fost nominalizată și pentru cel mai bun debut.
Pe 31 martie, Robin and the Backstabbers a cântat în clubul Control alături de Broke și Reptile Youth în cadrul evenimentului de lansare al celui de-al treilea număr al revistei All Hollow.
Pe 4 aprilie, formația a susținut un concert în Silver Church, în cadrul evenimentului caritabil „One Love For Chi”, dedicat lui Chi Cheng, basistul trupei Deftones, alături de Tep Zepi, Gojira, Days of Confusion, Norzeatic și Shadowbox.
Pe 15 aprilie 2013, membrii Robin and the Backstabbers au câștigat premiul la categoria „Cel mai bun rock alternativ” în cadrul On Air Music Awards, fiind distinși totodată cu trofeul pentru artistul anului. Premiul pentru artistul anului a reprezentat o surpriză pentru formație, Robin Proca declarând ulterior pentru ziarul Adevărul:

„Eu nu știam că o să urmeze momentul ăsta. Noi am venit pentru nominalizările de Cel mai bun debut și Cel mai bun rock alternativ. Intuiam cumva că la categoria Cel mai bun rock alternativ avem cele mai mari șanse, dar noi nu am mers acolo ca să ne luăm premiul, am mers să vedem ce se întâmplă.”

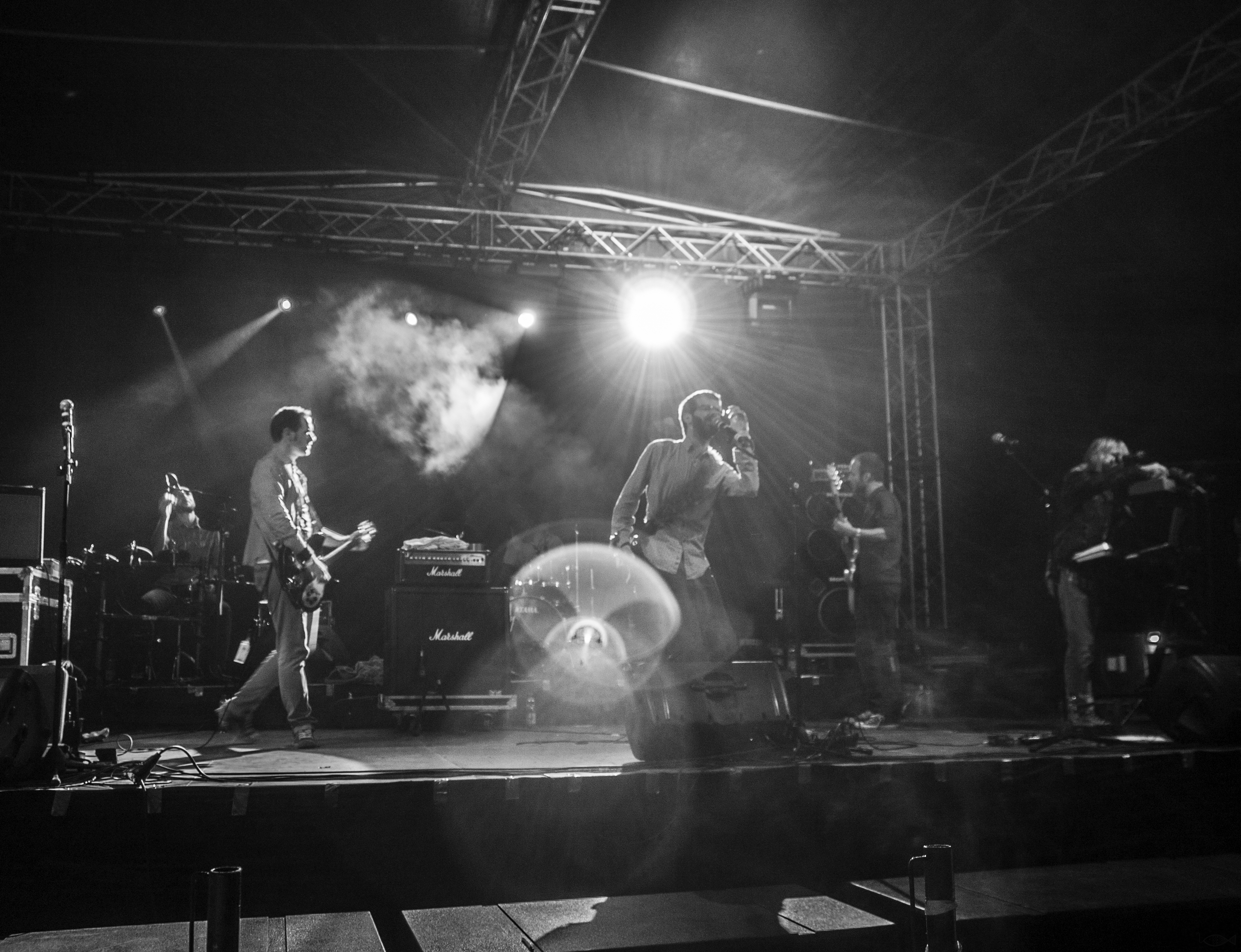
Robin and the Backstabbers pe scenă la Victoria Film Festival.

Pe 20 mai 2013, Radio Guerrilla a început difuzarea piesei „Marele zgomot”; melodia a beneficiat ulterior și de un videoclip în regia lui Vlad Feneșan. Filmările la videoclip au durat o zi și s-au desfășurat în compania unor copii de 7 ani. Formația a confirmat cu această ocazie și începerea lucrului la cel de-al doilea album, Arhanghel'sk.
Lansarea oficială a noului extras pe single a avut loc pe 30 mai, în cadrul unui concert în aer liber la Teatrul de Vară din parcul Herăstrău, concert ce i-a avut ca invitați pe Theory of Mind, Gojira și Aylin. Cu câteva zile înainte de eveniment, formația a organizat un concurs pentru fani, punând un mesaj pe două dischete și trimițând una din ele la Fonogram Studios și pe cealaltă la terasa Baraka din Herăstrău; fanii ajunși în posesia dischetelor au primit drept premiu acces în culisele concertului de la Teatrul de Vară și șansa de a petrece o zi cu trupa.
Robin and the Backstabbers a continuat concertele prin țară în vara și toamna anului 2013, cântând la Cluj-Napoca, la lansarea celui de-al patrulea număr al revistei All Hollow și bifând apariții la diverse festivaluri, precum Pelicam, Sărbătoarea Muzicii, Electric Castle, Zilele Prieteniei, Rocker's Challenge, Peninsula, sau Femei pe Mătăsari.

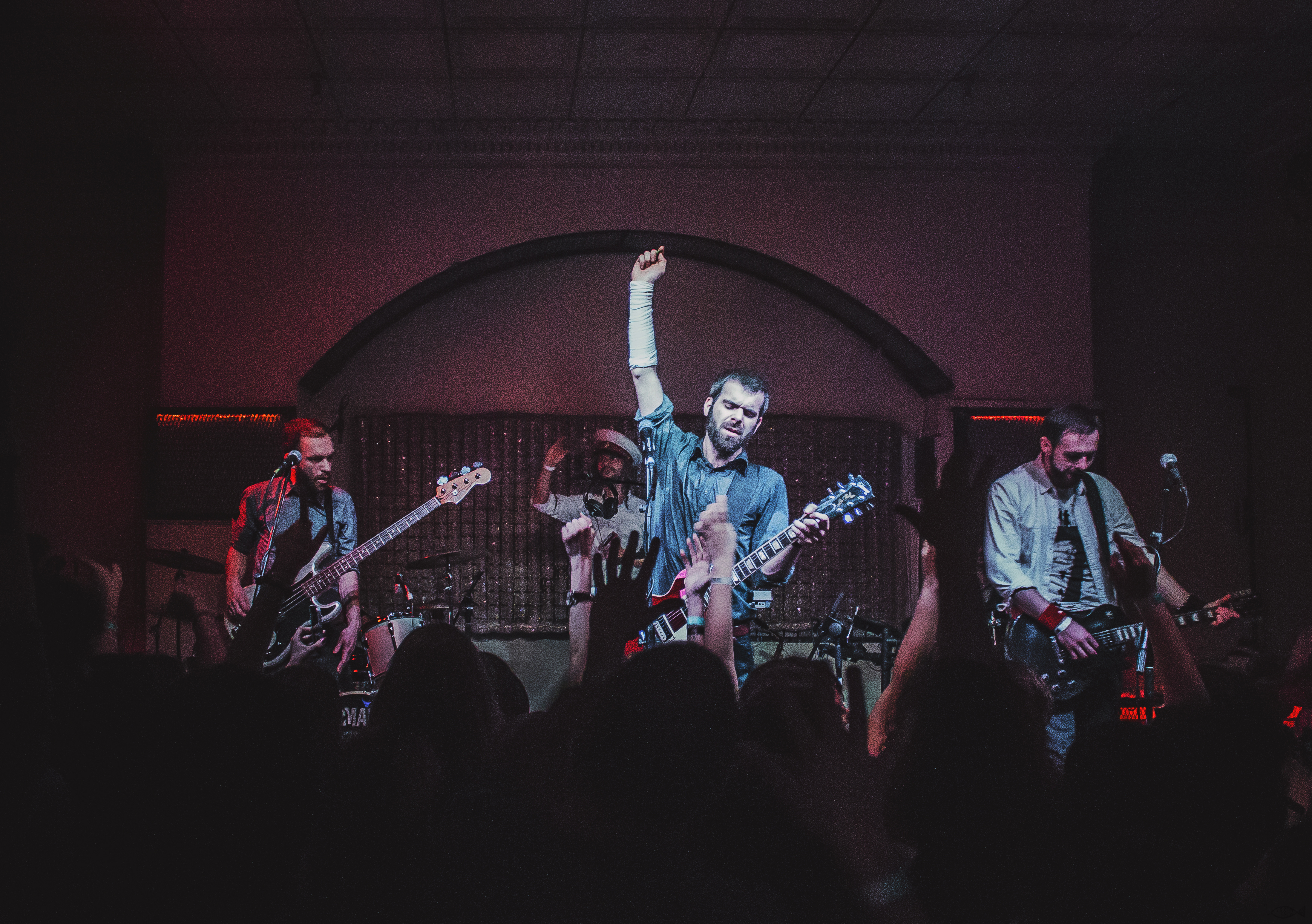
Robin and the Backstabbers în concert, martie 2014.

Pe 28 octombrie 2013, Robin and the Backstabbers a susținut un concert la clubul Control din capitală, la ora 7 dimineața. Concertul s-a bucurat de un succes deosebit în ciuda orei matinale, în public fiind cel puțin 400 de oameni. Formația a profitat de ocazie pentru a interpreta pentru prima dată piesele „Imperatrix” și „Harta lumii desenată din memorie”. O parte a concertului a fost difuzată la emisiunea „Neatza cu Răzvan și Dani” de la Antena 1.
Pe 22 noiembrie, Robin and the Backstabbers a participat, alături de P.I.M.P., Pistol cu Capse și ZOB, la ediția a noua Funk Rock Hotel, ce a avut loc în clubul Colectiv din capitală, iar pe 29 noiembrie, a apărut la Presa de Rock Bun (eveniment desfășurat la Casa Presei Libere), alături de Up to Eleven, N.O.R., P.I.M.P și Vița de Vie.
În ianuarie 2014, formația a fost nominalizată la premiile Maximum Rock 2013, la secțiunea Best Romanian Rock Band și la premiile Metalhead, secțiunea Best Romanian Alternative Band. Totodată, membrii formației au confirmat lucrul la cel de-al doilea album, Arhanghel'sk.
În aprilie, Robin and the Backstabbers a susținut două concerte la București și Cluj alături de muzicianul australian Mick Harvey, cunoscut mai ales în urma colaborării sale îndelungate cu Nick Cave.
Vara anului 2014 a adus participări la festivaluri precum Zilele Prieteniei, Out of Doors Fest, Route68 Summerfest, Basm Festival sau Bucovina Rock Castle, trupa bifând totodată o nouă apariție în cadrul Guerrilive Radio Session. În toamnă s-a anunțat oficial o modificare în componența formației, Vlad Feneșan cedându-i locul la bas lui Eugen Nuțescu (Kumm, Moon Museum).

### Bacovia Overdrive vol. 2: Arhanghel'sk
Pe 17 septembrie 2014, Robin and the Backstabbers a lansat un videoclip la piesa „Arhanghel'sk”, primul extras pe single de pe cel de-al doilea album de studio. Videoclipul a fost filmat în Valea Jiului și a fost regizat și montat de Vlad Feneșan.
Pe 26 septembrie, formația a cântat la clubul Fratelli din București în cadrul celei de-a unsprezecea ediții Funk Rock Hotel, alături de The Amsterdams, Z.O.B., Les Elephants Bizarres și The Speakers.
În luna octombrie, Robin and the Backstabbers a concertat la Londra în cadrul fEAST, primul festival românesc din Marea Britanie, alături de The Amsterdams, Omul cu Șobolani, Subcarpați și CTC. Tot în octombrie, formația a fost nominalizată la Premiile Sunete, secțiunea Best Alternative.
Pe 8 noiembrie, Robin and the Backstabbers a cântat la Fabrica în cadrul unui eveniment organizat de Centrul de Studii în Istorie Contemporană, eveniment ce marca cincizeci de ani de la eliberarea deținuților politic din România comunistă. În aceeași seară, formația a participat la evenimentul „Contează! Votează” de la Halele Carol, un proiect independent a cărui menire era să încurajeze și promoveze prezența tinerilor la vot.
Pe 14 noiembrie a fost lansat videoclipul piesei „Minciună mai mare nu am”, cel de-al doilea extras pe single de pe albumul „Arhanghel'sk”, în regia lui Vlad Feneșan.
Pe 8 decembrie, Robin and the Backstabbers a susținut un nou concert de la 7 dimineața în Control; pentru a se evita aglomerația din 2013, locurile au fost limitate, fanii ce doreau să meargă la concert trebuind să se înscrie printr-un email trimis membrilor trupei. Datorită interesului pentru eveniment, formația a cântat și pe 9 decembrie.
Tot în decembrie, trupa a fost din nou nominalizată la Premiile Maximum Rock, categoriile Best Romanian Rock Band și Best Romanian Rock / Metal Video (piesa „Minciună mai mare nu am”).
E un album despre plecatul de acasă și abandonatul a tot ceea ce știai în momentul ăla. Toate cântecele de pe el au de-a face cu conștientizarea faptului că trăim unii printre ceilalți și că va trebui să părăsim totul la un moment dat. 
În februarie 2015, Gojira & Planet H au lansat o piesă intitulată „Regele verii”, avându-l invitat pe Robin Proca la voce. Piesa a beneficiat și de un videoclip.
Pe 28 aprilie 2015, la cinci ani de la primul concert din Mojo, Robin and the Backstabbers a lansat videoclipul piesei „Muzică în cântece”, regizat tot de Vlad Feneșan.
Cel de-al doilea album al formației, intitulat Bacovia Overdrive vol. 2: Arhanghel'sk (prescurtat Arhanghel'sk) a fost lansat pe 8 mai în București, printr-un concert la Halele Carol. Înainte de lansarea oficială, albumul a fost difuzat în exclusivitate de două ori pe site-ul oficial al postului de muzică UTV.
Gândit drept un album concept, Arhanghel'sk reprezenta o îndepărtare față de sunetul „radio-friendly” de pe albumul de debut. Părerile criticilor au fost împărțite; unele recenzii au lăudat noua direcție în care se îndrepta formația, în vreme ce altele au comparat în mod nefavorabil albumul cu Stalingrad, considerându-l un eșec.
După lansarea de la București, formația a plecat într-un turneu de promovare a albumului, ce a inclus orașele Iași, Cluj-Napoca și Târgu Mureș, și o apariție în cadrul evenimentului Street Delivery Nights, ce a avut loc la Arenele Romane în iunie. Tot în iunie, membrii Robin and the Backstabbers au participat la un eveniment inedit, fiind invitați să cânte în cadrul evenimentului Urban Fest 2015 organizat la București, pe o scenă amplasată pe râul Dâmbovița.
Formația a continuat să concerteze pe tot parcursul verii, bifând apariții la Padina Fest, Basm Festival, Untold Festival, Festivalul de Film Istoric de la Râșnov și Filmul de Piatră. Toamna a debutat cu un concert la Festivalul Sinaia Forever, urmat de participarea la Creative Fest, ce s-a desfășurat în Parcul Izvor din capitală.
Pe 7 octombrie, Robin and the Backstabbers a cântat în deschiderea concertului „Un nou univers” al formației Vunk. Luna octombrie a marcat de asemenea și a doua apariție la Londra, în cadrul fEAST, alături de Șuie Paparude, Coma, E.M.I.L, Byron, Gojira & Planet H, Blue Nipple Boy și Phoenix.
Pe 30 octombrie 2015, membrii formației au susținut un concert la clubul Control din capitală alături de formația australiană Hugo Race and the True Spirit. Ca urmare a incendiului din clubul Colectiv, care a avut loc în aceeași seară, Robin and the Backstabbers a anulat un concert deja programat la Iași, postând pe pagina de Facebook un mesaj de solidaritate cu victimele incendiului.
Pe 8 decembrie 2015, Robin and the Backstabbers a lansat un nou videoclip, la melodia „Cosmonaut”, în regia lui Andrei Fântână.

### Stilul muzical
Criticii au caracterizat muzica Robin and the Backstabbers ca fiind de un „rafinament eclectic” și „extrem de radio-friendly”, lăudând melodicitatea și varietatea sunetului de pe albumul de debut, cu referire la care au folosit descrieri precum disco-funky, grungy, shoegaze sau folk „grav și retrofuturistic”. Un alt punct de atenție a fost reprezentat de versuri, descrise într-o recenzie drept „memorabile”, un critic notând că în cazul Robin and the Backstabbers poezia poartă „un fel de duet permanent cu melodia”.
Formația își autodefinește sunetul drept pop melodramatic.

## Membri

### Membri actuali
- Andrei Proca (Robin) – voce, chitară (2010–prezent)
- Florentin Vasile (Norman Bates) – chitară (2010–prezent)
- Vladimir Proca (ShakeHeartbreak) – baterie (2010–prezent)
- Radu Moldovan (TRădanu) – percuție (2011–prezent)
- Andrei Fântână (Dragonul Roșu) – clape, saxofon, acordeon, chitară, muzicuță (2012–prezent)
- Eugen Nuțescu (Oigăn) – bas (2014–prezent)

### Foști membri
- Tudor Popescu – baterie (2011)
- Vlad Feneșan (Apolodor) – bas (2010–2014)

## Discografie

### Albume
- Bacovia Overdrive vol. 1: Stalingrad (2012)
- Bacovia Overdrive vol. 2: Arhanghel'sk (2015)
- Bacovia Overdrive vol. 3: Vladivostok (2019)

## Premii și nominalizări
| Anul                     | Categoria                        | Piesa/Albumul             | Rezultatul   |
| ------------------------ | -------------------------------- | ------------------------- | ------------ |
| Stufstock Newcomers 2010 |                                  |                           |              |
| 2010                     | Premiul Publicului               |                           | Câștigat     |
| On Air Music Awards 2013 |                                  |                           |              |
| 2013                     | Cel mai bun debut                |                           | Nominalizare |
| 2013                     | Cel mai bun rock alternativ      | „SPNZRTR”                 | Câștigat     |
| 2013                     | Artistul anului                  |                           | Câștigat     |
| Maximum Rock Awards 2013 |                                  |                           |              |
| 2014                     | Best Romanian Rock Band          |                           | Nominalizare |
| Metalhead Awards         |                                  |                           |              |
| 2014                     | Best Romanian Alternative Band   |                           | Nominalizare |
| Premiile Sunete 2014     |                                  |                           |              |
| 2014                     | Best Alternative                 |                           | Nominalizare |
| Maximum Rock Awards 2014 |                                  |                           |              |
| 2015                     | Best Romanian Rock Band          |                           | Nominalizare |
| 2015                     | Best Romanian Rock / Metal Video | „Minciună mai mare nu am” | Nominalizare |